# Anastasios Papoulas
Anastasios Papoulas (em grego:  Αναστάσιος Παπούλας; 1/13 de janeiro de 1857 — 24 de abril de 1935) foi um general grego, mais notável como o comandante-chefe grego durante a maior parte da Guerra Greco-Turca de 1919-1922. Originalmente um firme monarquista, depois de 1922 ele mudou para os venizelistas republicanos e foi executado em 1935 por apoiar um golpe republicano fracassado.

## Vida
Nascido em Mesolóngi em 1 de janeiro de 1857, Anastasios Papoulas alistou-se no exército grego em 1878. Ele lutou na Guerra Greco-Turca de 1897 e mais tarde serviu como chefe da polícia de Atenas. Durante as Guerras Balcânicas de 1912–13, ele comandou o 10.º Regimento de Infantaria.
Após o fim das guerras, ele foi designado para comandos divisionais e corporativos, mas em 1917 foi demitido do Exército devido às suas simpatias monarquistas durante o Cisma Nacional. Com a vitória eleitoral da Oposição Unida pró-monarquista em novembro de 1920, ele foi chamado de volta ao serviço ativo e nomeado comandante-em-chefe das forças gregas (o Exército da Ásia Menor) na Anatólia, substituindo o tenente-general Leonidas Paraskevopoulos. Ele comandou o Exército da Ásia Menor contra os nacionalistas turcos nas fracassadas ofensivas gregas da primavera de 1921 (Primeira Batalha de İnönü, Segunda Batalha de İnönü), a ofensiva grega de verão de 1921 (Batalha de Cutáquia-Esquixequir e Batalha de Sacária) e o posterior recuo para as linhas capturadas na batalha Cutáquia–Esquixequir.
Em 19 de maio de 1922, devido a seu desacordo com o governo sobre o prosseguimento da guerra, ele foi demitido e retirado do serviço ativo.
Após o fim da guerra em 1922, Papoulas tornou-se um forte oponente da monarquia após o estabelecimento da Segunda República Helênica como apoiador do governo de Venizélos no final dos anos 1920 e início dos 1930. Como um dos líderes de uma tentativa de golpe pró-Venizélos em março de 1935, seu fracasso resultou em sua captura e eventual execução por traição em 24 de abril de 1935 em Atenas.